# رنسانس کپیتال
رنسانس کپیتال (انگلیسی: Renaissance Capital) شرکت سرمایه‌گذاری روسی است، که در سال ۱۹۹۵ تأسیس شد.